# Мирянці
Миря́нці (болг. Мирянци) — село в Пазарджицькій області Болгарії. Входить до складу общини Пазарджик.

## Населення
За даними перепису населення 2011 року у селі проживали 568 осіб, з них 549 осіб (99,6%) — болгари.
Розподіл населення за віком у 2011 році:
Динаміка населення: